# 松本助持
松本 助持（まつもと すけもち、永禄9年（1566年） - 寛永14年6月7日（1637年7月28日））は、戦国時代の紀州の武士。父は松本宗佐、兄は松本刑部。通称は雅楽之助、吉兵衛。子に森壽庵。代々儒学者の水府森家の曾祖にあたる。

永禄9年（1566年）、紀州太田城内に生まれた。
豊臣秀吉による第二次太田城の戦いの際は城方として籠城。城は水攻めに遭ったが、その際に松本は城を包囲する貯水堤防のうち150間を破壊、決壊させ、宇喜多秀家の陣営に損害を与えた。
太田城の陥落後、豊臣秀長に1千石で召し抱えられ、雅楽之助と名乗った。秀長の死後は致仕し、摂州天満に移り住んだ。黒田長政と交友があり、その左介として文禄元年（1592年）の文禄・慶長の役で朝鮮に随行。慶長3年（1598年）の帰国の後、一旦生駒親正に五百石で仕えたが、再び摂津天満に戻った。寛永14年（1637年）6月7日死去、没年72歳。